# 오라 배틀러
오라 배틀러란, 애니메이션 '성전사 단바인' 및 그 파생 작품에 등장하는 오라 머신의 일종으로, 오라력이라고 불리는 사람의 정신 에너지를 동력원으로 하는 인간형 전투용 로봇의 총칭이다.

## 성전사 단바인
아 나라의 일개 지방영주이었던 드레이크 루프트가 바이스톤 웰 지배를 획책해서, 지상에서 온 로봇 공학자 쇼트 웨폰에게 연구하게 해 완성시켰다.
오라 배틀러는 일반적인 로봇 애니메이션의 로봇과 달리, 장갑이나 구동계가 바이스톤 웰에 사는 거대한 강수의 갑각이나 근육조직을 이용해서 구축되어 있다. 그 때문에, 사용되는 강수의 개체 수에 따라 생산되는 기체수가 한정되게 된다. 탑승자의 오라력을 동력원으로 해, 등 부분에 설치된 오라 컨버터와 곤충 같은 4장의 날개에 의해 비행한다. 단 그 날개들은 비행 중의 자세를 바꾸기 위한 '방향타'에 지나지 않고, 날개를 구동해서 추진력을 얻을 수는 없다. 비행 또는 정지 비행 중에 추진력을 얻기 위해서는, 오라 컨버터에서 분사하는 오라 매개체가 이용되고 있다고 추측된다. 또한, 오라 배틀러의 항속 거리에는 한계가 있다. 조종석은 가슴 안쪽을 차지하고 있고, 앞면 캐노피는 매직 미러로 되어 있어서 외경 시야를 확보하고 있다 (옆쪽은 머리 부분 카메라의 영상이 모니터로 표시된다). 조종간이나 스로틀 등의 기기도 보조적으로 마련되어 있지만, 오라력만으로도 자유자재로 움직일 수 있다. 무장은 검 (오라 소드)이 주력이지만 화기류도 장비, 혹은 내장하고 있다.
개발된 당초는 각국에서 드레이크 루프트로부터 오라 배틀러를 구입하고 있었지만, 그 후, 독자적으로 기술력을 기르기 시작해, 자국에서 제작할 수 있게 되었다.
인간형 오라 머신의 효과는 절대적이어서, 사람에게 주는 심리적 영향은 헤아릴 수 없고, 개발 당초에는 오라 배틀러에 의한 무혈 입성도 가능했기에, 오라 배틀러 개발 경쟁이 결국 바이스톤 웰 전토로 전화를 퍼뜨리는 꼴이 되었다.
그 후, 전혀 전화가 줄어들지 않는 것에 초조해진, 에 페라리오의 대표, 쟈코바 아온은 가지고 있는 능력을 모두 써서, 오라 머신 전부를 지상으로 추방한다. 지상에서의 오라 머신은, 바이스톤 웰에 있을 때와는 비교가 안 될 만큼의 화력이 발휘되고, 오라 배리어가 발생해 지상의 병기로의 파괴는 용이하지 않다. 각국 전투기의 미사일이 명중해도 오라 배틀러 1기조차도 쓰러뜨릴 수 없어, 당초는 미군조차도 전과 제로였다.
오라 배틀러는, 애니메이션의 기획 단계에서는 거대한 석상 풍으로, 머리 부분이 조인 풍으로 디자인된 것도 있었다. 이것은 도중에 딱정벌레를 연상시키는 디자인로 변경되었는데, 키스 로마의 소설 '돌격! 딱정벌레 부대'의 영향이라고 생각된다. 이 소설에서는 전기적인 회로를 내장한 딱정벌레형 이성인 (외견은 벌레형 로봇 같지만, 생물)의 별이 무대로, 대형의 차량형이나 헬리콥터형 곤충종족의 사체의 뇌를 제거하고, 조종석을 달아 조종 가능하게 한 '좀비'도 등장한다. 오라 배틀러의 준비 원고에도 이 소설의 이성인처럼 발 부분이 타이어로 되어 있어서, 롤러 대쉬하는 모습이 그려진 것이 있다.

## 린의 날개
애니메이션 '린의 날개'에 등장하는 오라 배틀러의 영상묘사는, 첫 출현인 '성전사 단바인'의 것을 포함해, 기존 미디어에서의 오라 배틀러의 이미지와는 크게 다르다.
기본적인 설정에서는 '성전사 단바인'과 다르지 않고, 장갑이나 구동계를 바이스톤 웰에 사는 거대한 강수의 갑각이나 근육조직을 이용해서 구축되고 있어, 사용되는 강수의 개체 수에 의해 생산되는 기체수가 한정되어 있다,라는 근저가 되는 작품세계에서의 위치 부여는 같다. 그러나 작중의 첫머리에서 전투에 사용하는 가축 (말 등)과 같은 어느 정도의 자율 의사를 가지고 있는 모양이 그려지는 등, 애니메이션 판 '린의 날개'에 있어서의 오라 배틀러의 존재는 총감독이었던 토미노 요시유키의 1998년 애니메이션 작품, '브레인 파워드'의 안티 바디와도 닮았다.
원래의 미야타케 카즈타카의 '생체'적인 디자인을 더욱 리얼하게 추구한 것이 되어 있다. 그런 의미에서는 OVA판의 이즈부치 유타카의 디자인 컨셉과 비교할 수 있지만, 3D CG로 영상화된 오라 배틀러는 보다 치밀한 입체감으로 표현되고 있다. 또 작중의 오라 배틀러의 동작은 분명히 비인간적인 거동을 채용한 연출이 행해져서, 모티프가 곤충이라는 크리쳐로서의 요소가 두드러진다.
'성전사 단바인'의 오라 배틀러와의 비교
세계관 설정에서의 인간형 병기로서의 위치 부여나, 곤충을 모티프로 하는 디자인 라인 등은 TV애니메이션 판 '성전사 단바인'의 오라 배틀러와 다르지 않지만, 메카 디자인을 담당한 시노하라 타모츠, 沙倉拓実의 손에 의해 '린의 날개' 독자의 스타일이 되었다. 아래에 설명한다.
- 그전의 디자인에 있었던 로봇 영웅물로서의 요소는 좀 더 희박해지고 (애초에 작품의 컨셉트가 다르기 때문에), 크리쳐 디자인을 특기로 하는 시노하라 타모츠의 수완에 의해 OVA판의 것은 또 다른 기이한 모습이 되었다. 관절을 가리는 섬세한 털의 묘사 등 모티프인 곤충의 요소를 더욱 세부에까지 받아들이고 있고, 주역기인 '나나진'과 악역 기체인 '오우카오' 이외의 조역 기체는 머리 부분에 더듬이나 수염, 허리에는 뒷부분으로 튀어나온 배마디 모양의 장치 (기관?)를 가져, 기존 오라 배틀러의 디자인을 더욱 곤충같이 만든 형태로 변했다.
- 조종석은 가슴 부분이 아니고, '브레인 파워드'의 안티 바디, 같은 감독의 1998년 작품'∀건담'의 모빌 수트에서 보이는 것과 같은 식으로 허리 부분에 있다 (沙倉拓実는 앞의 2작품의 메카 디자인을 담당하고 있다).
- 등 부분에 오라 컨버터에 해당하는 것이 눈에 띄지 않고, 날개도 등이 아닌 허리 뒤에 배치된다. '성전사 단바인'의 오라 배틀러 디자인에서는 2쌍씩 4장의 날개가 기종에 상관 없이 등에 배치되어 ('빌바인'만 1쌍이 곤충날개가 아니고 '비행익'. 4장 모두 오라 컨버터에 설치) 있었지만, 그에 비해 '린의 날개'판 오라 배틀러는, 사이즈를 확대한 곤충과 꼭닮은 날개를 "날개짓해서" 비행한다.

기타 특징
- 주역인 2기의 오라 배틀러는 다른 오라 배틀러와는 다른 날개를 가지는 디자인으로 되어 있다. 주역 오라 배틀러 '나나진'은 잠자리와 같은 한 쌍의 날개를 가지고, 최대의 적 ' 오우카오'는 나비가 모티프인 2쌍의 날개를 소유하고 있다.
- 또 호죠 국은, 지상인인 구 일본 해군 군인 사코미즈 신지로 = 사코미즈 왕이 군주인 탓인지, 일본식 정서가 물씬 풍기는 문화를 소유한 것으로 설정되어 있고, 그 나라의 오라 배틀러도 기체명이 일본 이름을 연상시키는 네이밍이다 (나나진= "7신(七神)", 오우카오 = "앵화왕(桜花王)',라이덴= " 뢰전(雷電)", 신덴= "진전(震電)').
- 무기나 장갑의 형상도 일본 옛날 무사를 연상시키는 디자인이 현저하다. 극중 해프닝으로 인해 우연히 이름이 결정되어버린 나나진 이외는 구 일본군의 항공기 명칭에 연유하고 있다.
- 탑승자의 오라력에 반응해서 오라 배틀러의 장갑이 변화되는 기믹 (아말감이 탑승한 기므 게넨, 지상계로 나아갔을 때의 나나진)도 영상에서 확인할 수 있다.

## 같이 보기
- 성전사 단바인
- 성전사 단바인 새로운 이야기
- 린의 날개
- 오라 머신 목록
- 미야타케 카즈타카
- 이즈부치 유타카
- 시노하라 타모츠